# Villy-le-Bouveret
Pour les articles homonymes, voir Villy.
Villy-le-Bouveret est une commune française située dans le département de la Haute-Savoie, en région Auvergne-Rhône-Alpes.

## Géographie
Le territoire de la commune s'étend sur le plateau des Bornes au pied du Salève et culmine au sommet du Crêt du Crozet (798 m).

## Urbanisme

### Typologie
Au 1er janvier 2024, Villy-le-Bouveret est catégorisée commune rurale à habitat dispersé, selon la nouvelle grille communale de densité à sept niveaux définie par l'Insee en 2022.
Elle est située hors unité urbaine. Par ailleurs la commune fait partie de l'aire d'attraction de Genève - Annemasse (partie française), dont elle est une commune de la couronne,. Cette aire, qui regroupe 158 communes, est catégorisée dans les aires de 700 000 habitants ou plus (hors Paris),.

### Occupation des sols
L'occupation des sols de la commune, telle qu'elle ressort de la base de données européenne d’occupation biophysique des sols Corine Land Cover (CLC), est marquée par l'importance des territoires agricoles (66,8 % en 2018), une proportion identique à celle de 1990 (66,8 %). La répartition détaillée en 2018 est la suivante : 
prairies (61,9 %), forêts (23,1 %), zones urbanisées (10 %), zones agricoles hétérogènes (4,9 %).
L'IGN met par ailleurs à disposition un outil en ligne permettant de comparer l’évolution dans le temps de l’occupation des sols de la commune (ou de territoires à des échelles différentes). Plusieurs époques sont accessibles sous forme de cartes ou photos aériennes : la carte de Cassini (XVIIIe siècle), la carte d'état-major (1820-1866) et la période actuelle (1950 à aujourd'hui).

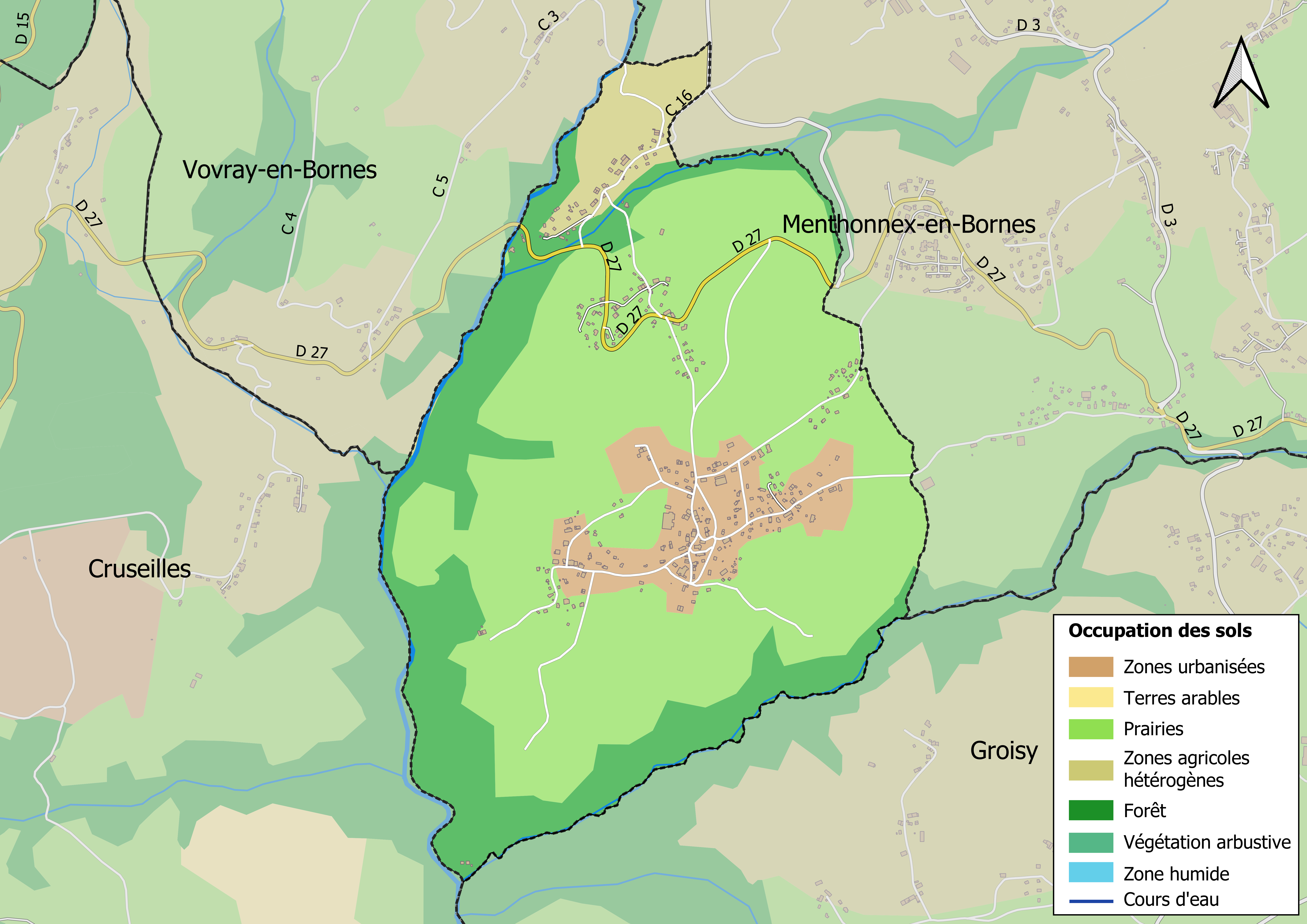
Carte des infrastructures et de l'occupation des sols en 2018 (CLC) de la commune.
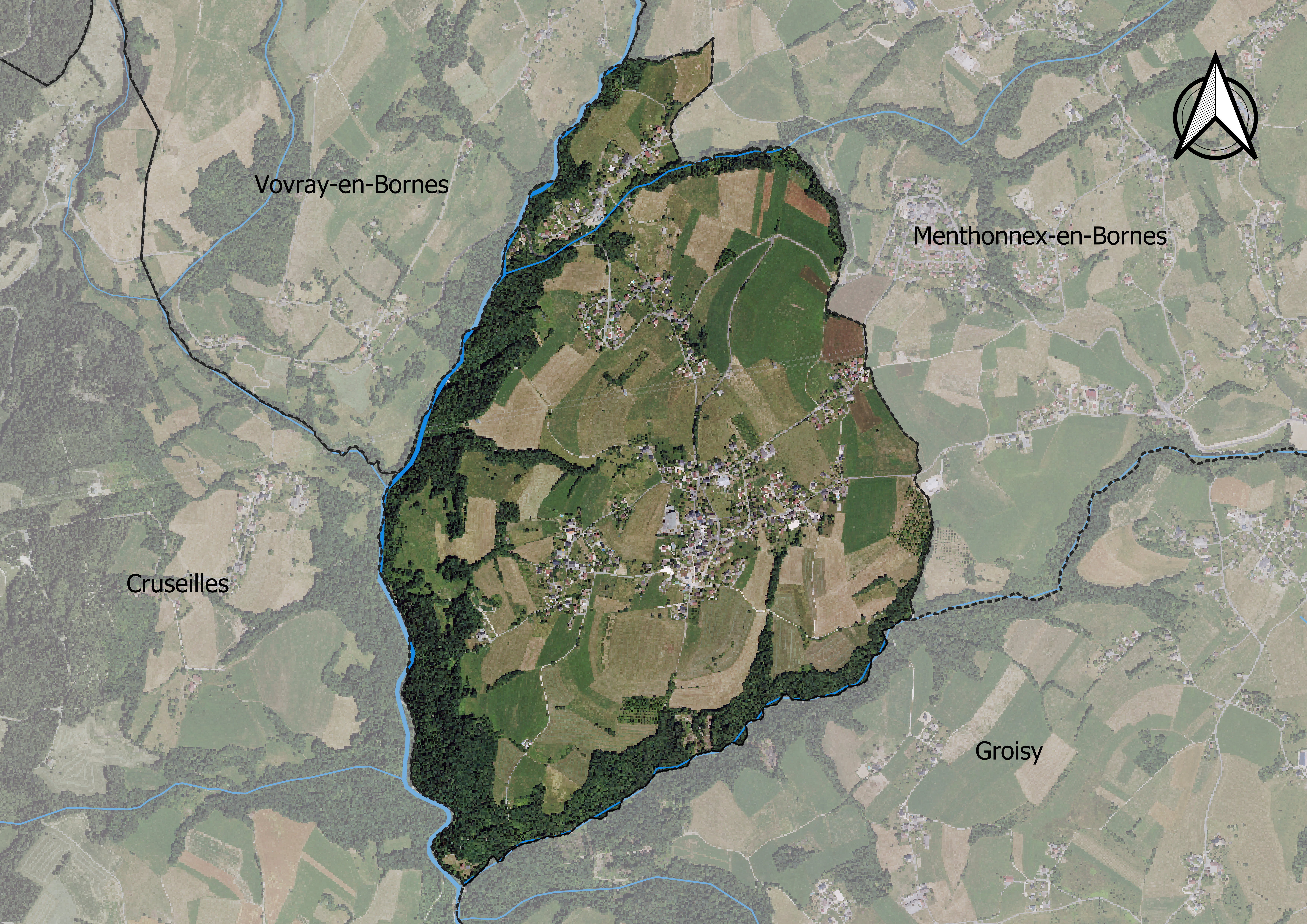
Carte orthophotogrammétrique de la commune.

## Toponymie
Le nom de la commune trouve ses origines dans les mots latins Villicus (fermier régisseur d'une grande ferme) et Bovis (bœuf), ce qui pourrait indiquer l'existence d'une exploitation agricole en fermage spécialisée dans l'élevage des bœufs.
Les habitants étaient surnommée les Favis (mangeurs de fèves). Les fèves étant considérées au Moyen Âge comme le roi des légumes, cela pourrait indiquer une production particulière de ce légume d'où une certaine aisance des habitants.
En francoprovençal, le nom de la commune s'écrit Viyi, selon la graphie de Conflans.

## Histoire
En 1582, installation de la cloche de l'église.
En 1629, la peste ravage la région.
Entre 1690 à 1696, le duché de Savoie est occupé par les armées françaises de Louis XIV.
Entre 1743 à 1748, le duché de Savoie est occupé par les armées espagnoles.
La commune de Villy perd le village de Menthonnex en 1701.
De 1750 à 1861, la commune a fourni du sable glaciaire à la manufacture de verres créée par le marquis de Sales, qui fonctionna dans la « vallée d'Usillon » (Thorens-Glières).
Pendant la Révolution française, les troupes révolutionnaires envahissent le duché de Savoie en 1792 et la constituent 84e département français sous le nom de département du Mont-Blanc. La Savoie retrouve définitivement en 1815 les États de Savoie.
En 1860, le duché de Savoie est annexé à la France après un plébiscite.
En 1908, le village inaugure sa fruitière, coopérative pour la production des fromages, ce qui a permis d’améliorer le revenu des habitants.
En 1909, ouverture de l'école.
En 1925, arrivée de l'électricité malgré quelques réfractaires.
En 1937, début de la distribution d'eau potable.
En 1969, arrivée du téléphone fixe pour les particuliers.
En 2021, arrivée de la fibre.

## Politique et administration

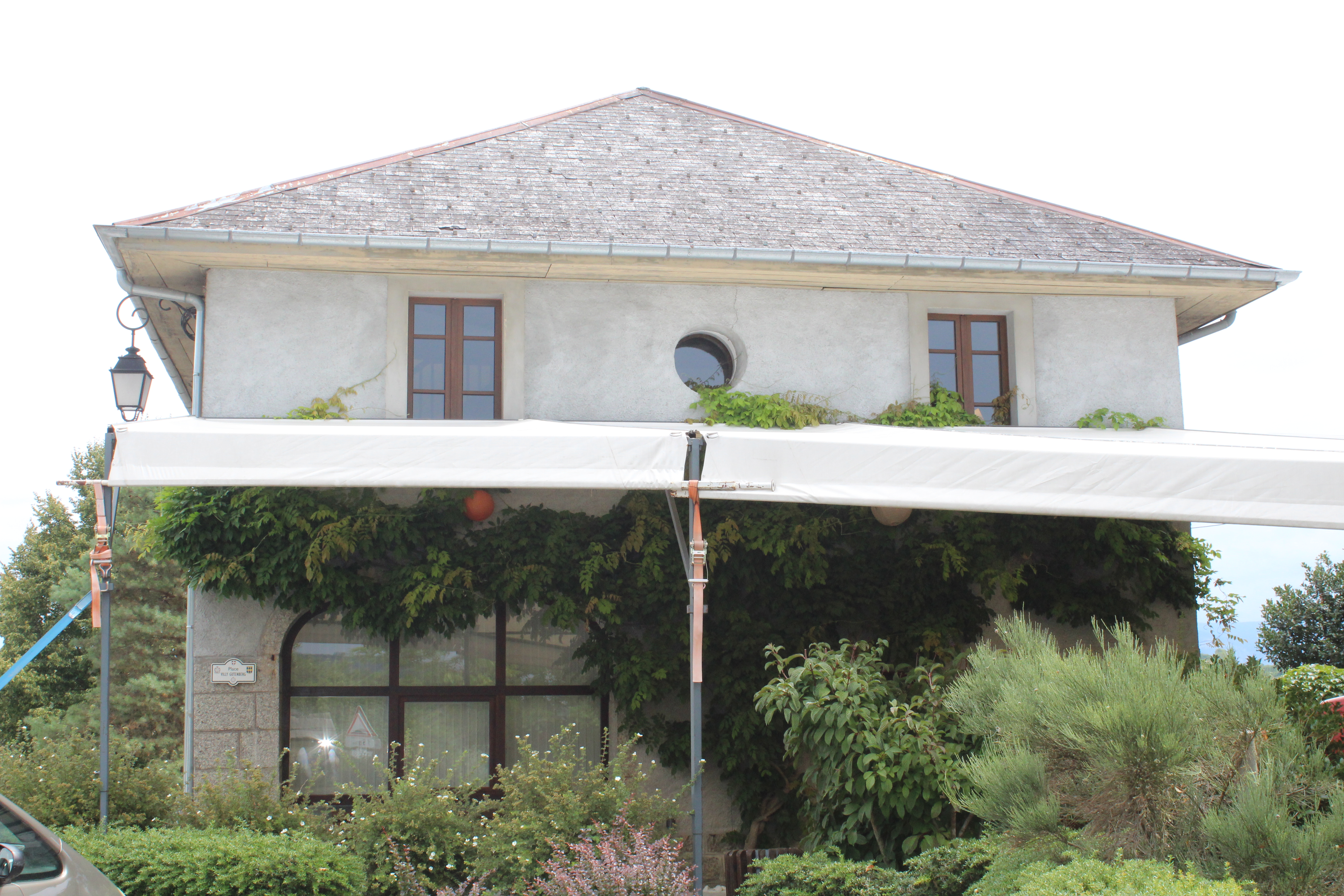
Mairie.

### Situation administrative
La commune de Villy-le-Bouveret, au lendemain de l'Annexion de la Savoie à la France de 1860, intègre le canton de Thorens au nouveau canton de Cruseilles, créé par décret le 20 décembre 1860. Après la Révolution,. Villy-le-Bouveret appartient, depuis 2015, au canton de La Roche-sur-Foron, qui compte selon le redécoupage cantonal de 2014 27 communes.
La commune est membre, avec douze autres, de la communauté de communes du Pays de Cruseilles.

### Liste des maires
| Période                                  | Période   | Identité          | Étiquette | Qualité |
| ---------------------------------------- | --------- | ----------------- | --------- | ------- |
| mars 1988                                | mars 2008 | Fernand Bouchet   | ...       | ...     |
| mars 2008                                | ...       | Jean-Marc Bouchet | ...       | ...     |
| Les données manquantes sont à compléter. |           |                   |           |         |

La commune est membre de la communauté de communes du Pays de Cruseilles.
Depuis 1984, le village est jumelé avec le village allemand de Gutenberg, dans les environs de Bad Kreuznach.

## Population et société

### Démographie
Ses habitants sont appelés les Favis.
L'évolution du nombre d'habitants est connue à travers les recensements de la population effectués dans la commune depuis 1793. Pour les communes de moins de 10 000 habitants, une enquête de recensement portant sur toute la population est réalisée tous les cinq ans, les populations de référence des années intermédiaires étant quant à elles estimées par interpolation ou extrapolation. Pour la commune, le premier recensement exhaustif entrant dans le cadre du nouveau dispositif a été réalisé en 2006.

En 2022, la commune comptait 637 habitants, en évolution de +5,81 % par rapport à 2016 (Haute-Savoie : +6,01 %, France hors Mayotte : +2,11 %).
| 1793 | 1800 | 1806 | 1822 | 1838 | 1848 | 1858 | 1861 | 1866 |
| ---- | ---- | ---- | ---- | ---- | ---- | ---- | ---- | ---- |
| 259  | 192  | 196  | 313  | 352  | 368  | 338  | 324  | 328  |

| 1872 | 1876 | 1881 | 1886 | 1891 | 1896 | 1901 | 1906 | 1911 |
| ---- | ---- | ---- | ---- | ---- | ---- | ---- | ---- | ---- |
| 343  | 345  | 346  | 330  | 324  | 307  | 308  | 324  | 334  |

| 1921 | 1926 | 1931 | 1936 | 1946 | 1954 | 1962 | 1968 | 1975 |
| ---- | ---- | ---- | ---- | ---- | ---- | ---- | ---- | ---- |
| 285  | 259  | 243  | 272  | 254  | 214  | 225  | 204  | 180  |

| 1982 | 1990 | 1999 | 2006 | 2011 | 2016 | 2021 | 2022 | - |
| ---- | ---- | ---- | ---- | ---- | ---- | ---- | ---- | - |
| 202  | 261  | 396  | 507  | 584  | 602  | 623  | 637  | - |

### Médias

#### Radios et télévisions
La commune est couverte par des antennes locales de radios dont France Bleu Pays de Savoie, ODS radio, Radio Semnoz… Enfin, la chaîne de télévision locale TV8 Mont-Blanc diffuse des émissions sur les pays de Savoie. Régulièrement l'émission La Place du village expose la vie locale. France 3 et sa station régionale France 3 Alpes, peuvent parfois relater les faits de vie de la commune.

#### Presse et magazines
La presse écrite locale est représentée par des titres comme Le Dauphiné libéré, L'Essor savoyard, Le Messager - édition Genevois, le Courrier savoyard.

## Économie
Villy-le-Bouveret conserve toujours sa vocation agricole même si celle-ci est de moindre importance, les exploitants se limitent à l'élevage de vaches pour la production de lait et à la production de pommes.

## Culture et patrimoine

### Lieux et monuments
L'église Saint-Pierre possède une cloche qui date de 1582 et dont le timbre particulier est dû à la grande quantité d'argent qui la compose. Cette cloche, classée par les Beaux Arts depuis 1943, est censée être préservatrice des calamités notamment de la foudre et la grêle. De nos jours, elle est encore sonnée pour éloigner l'orage.